# 夏が来た! (キャンディーズの曲)
「夏が来た!」（なつがきた!）は、1976年5月31日に発売されたキャンディーズの10枚目のシングル。

## 解説
- 長らく元々はあいざき進也が歌う予定だったとされていたが、「昭和40年男」2013年8月号の穂口雄右のインタビューにて元々は青木美冴のために作られた曲であると判明した。しかし、この曲は急遽キャンディーズが歌う事になった。
- 解散コンサート時点でのシングル売上は累計26万枚（CBS・ソニー調べ）[1]。
- サビとスキャットは3声和音で、それ以外はユニゾンである。
- 「夏が来た!」のみ7月リリースのアルバム『夏が来た!』に収録された。
- この曲の歌い手が急遽キャンディーズに変更されたのは「春一番」のヒットを受けてだともされ、穂口雄右はそのことへの抗議として本作を区切りに一度キャンディーズから遠ざかることとなる[2]。

## 収録曲
1. 夏が来た!（3分14秒）
作詞・作曲・編曲：穂口雄右
2. ご機嫌いかが（3分9秒）
作詞：森雪之丞／作曲・編曲：馬飼野康二

## 参加ミュージシャン

### 夏が来た!
- 水谷公生 - ギター[3]
- 武部秀明 - ベース[3]
- 田中清司 - ドラムス[3]

## カバー
- 洪靜文（1984年） - 鄭錦富の作詞による広東語のカバー。曲名は「太空鐵」。香港の亜洲電視で放映された子供向け番組「太空鐵」の主題歌として制作された。小人国製作中心の企画アルバム『醒目仔時間歌曲精選』に収録。亜洲電視閉局後の2016年5月に発売されたメモリアルアルバム『亞視永恆』にも収録された。